# Anthotium rubriflorum
Anthotium rubriflorum är en tvåhjärtbladig växtart som beskrevs av Ferdinand von Mueller och George Bentham. Anthotium rubriflorum ingår i släktet Anthotium och familjen Goodeniaceae. Inga underarter finns listade i Catalogue of Life.